# Domangeville
Domangeville est une ancienne commune française du département de la Moselle en région Grand Est. Elle est rattachée à celle de Sanry-sur-Nied en 1812 puis à celle de Pange en 1936.

## Géographie
Domangeville est située sur la rive droite de la Nied française.

## Toponymie
Anciennes mentions : Domengeville (1404), Demangeville (1544), Demengeville (1594), Pont-à-Dommangeville (1615), Le Pont (carte Cassini). 
En lorrain : Demingevelle. En allemand : Domansweiler (1915-1918).

## Histoire
Entre 1294 et 1615, Domangeville est un fief mouvant de l'abbaye Saint-Vincent de Metz et le siège d'une justice haute, moyenne et basse ; il y a aussi dans cette localité un fief dépendant du marquisat de Pange en 1777. Sous l'Ancien régime cet endroit dépend des Trois-Évêchés dans le bailliage de Metz.
La commune de Domangeville est réunie à celle de Sanry-sur-Nied par décret du 31 juillet 1812.

## Démographie
| 1793 | 1800 | 1806 |
| ---- | ---- | ---- |
| 111  | 132  | 143  |

## Lieux et monuments
- Chapelle Saint-Laurent